# Phaonia fuscata
Phaonia fuscata är en tvåvingeart som först beskrevs av Fallen 1825.  Phaonia fuscata ingår i släktet Phaonia och familjen husflugor. Arten är reproducerande i Sverige. Inga underarter finns listade i Catalogue of Life.